# Carfizzi
Carfizzi  (Karfici în arbëreshë) este o comună în provincia Crotone, în regiunea Calabria (Italia).
Este printre comunitățiile albaneze din Italia (Arbëreshë) care mănține limba arbëreshë.

## Populație Străină
În ziua 31 decembrie 2010 cetățenii străini residenți erau 48 de oameni (6,09% din populație).

Localizarea în provincia Crotone

Naționalitățiile principale erau:
- România 12 (1,52 %)
- Macedonia de Nord 9 (1,14 %)
- Somalia 7 (0,88 %)

## Legaturi externe
- http://www.jemi.it/ pentru cei de limba Arbëreshë
- http://carfizzi.celeste.it/ Comuna Carfizzi/Bashkia i Karficit

## Demografie
Carfizzi - evoluția demografică

|  | Graficele sunt indisponibile din cauza unor probleme tehnice. Mai multe informații se găsesc la Phabricator și la wiki-ul MediaWiki. |

Date: Recensăminte sau birourile de statistică - grafică realizată de Wikipedia